# يقمر أزرق المقدمة
يقمر أزرق المقدمة (الاسم العلمي: Galbula cyanescens)، هو نوع من الطيور يتبع جنس اليقمر ضمن فصيلة اليقمريات من رتبة نقاريات الشكل. وهو من طيور حوض الأمازون.